# Мальв-ан-Минервуа
Мальв-ан-Минервуа́ (фр. Malves-en-Minervois) — коммуна во Франции, находится в регионе Лангедок — Руссильон. Департамент коммуны — Од. Входит в состав кантона Конк-сюр-Орбьель. Округ коммуны — Каркасон.
Код INSEE коммуны — 11215.

## Население
Население коммуны на 2008 год составляло 752 человека.
| 1962 | 1968 | 1975 | 1982 | 1990 | 1999 | 2008 |
| ---- | ---- | ---- | ---- | ---- | ---- | ---- |
| 277  | 295  | 322  | 536  | 708  | 755  | 752  |

## Экономика
В 2007 году среди 505 человек в трудоспособном возрасте (15—64 лет) 343 были экономически активными, 162 — неактивными (показатель активности — 67,9 %, в 1999 году было 68,1 %). Из 343 активных работали 306 человек (159 мужчин и 147 женщин), безработных было 37 (20 мужчин и 17 женщин). Среди 162 неактивных 38 человек были учениками или студентами, 75 — пенсионерами, 49 были неактивными по другим причинам.

## Фотогалерея

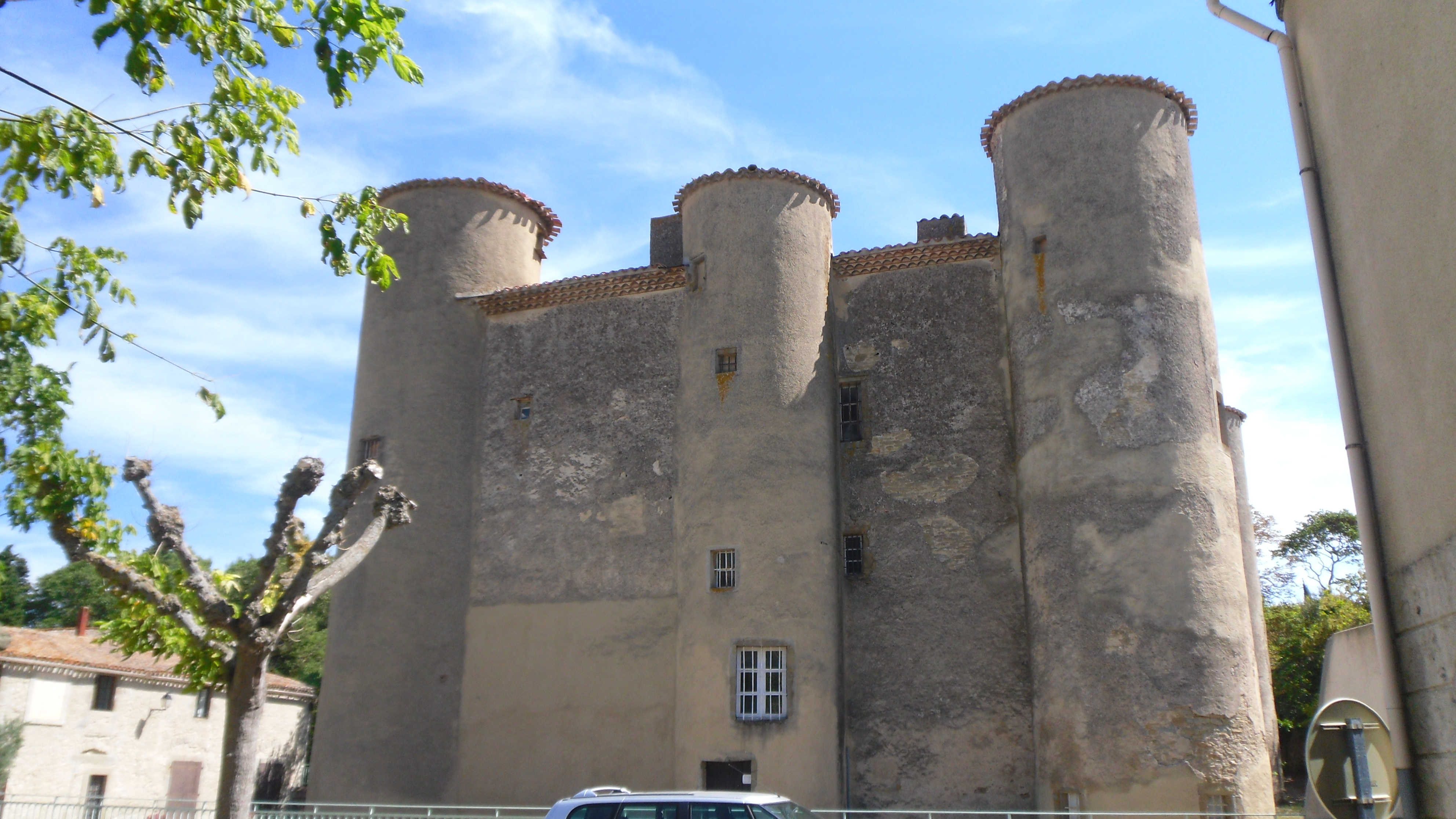
Замок
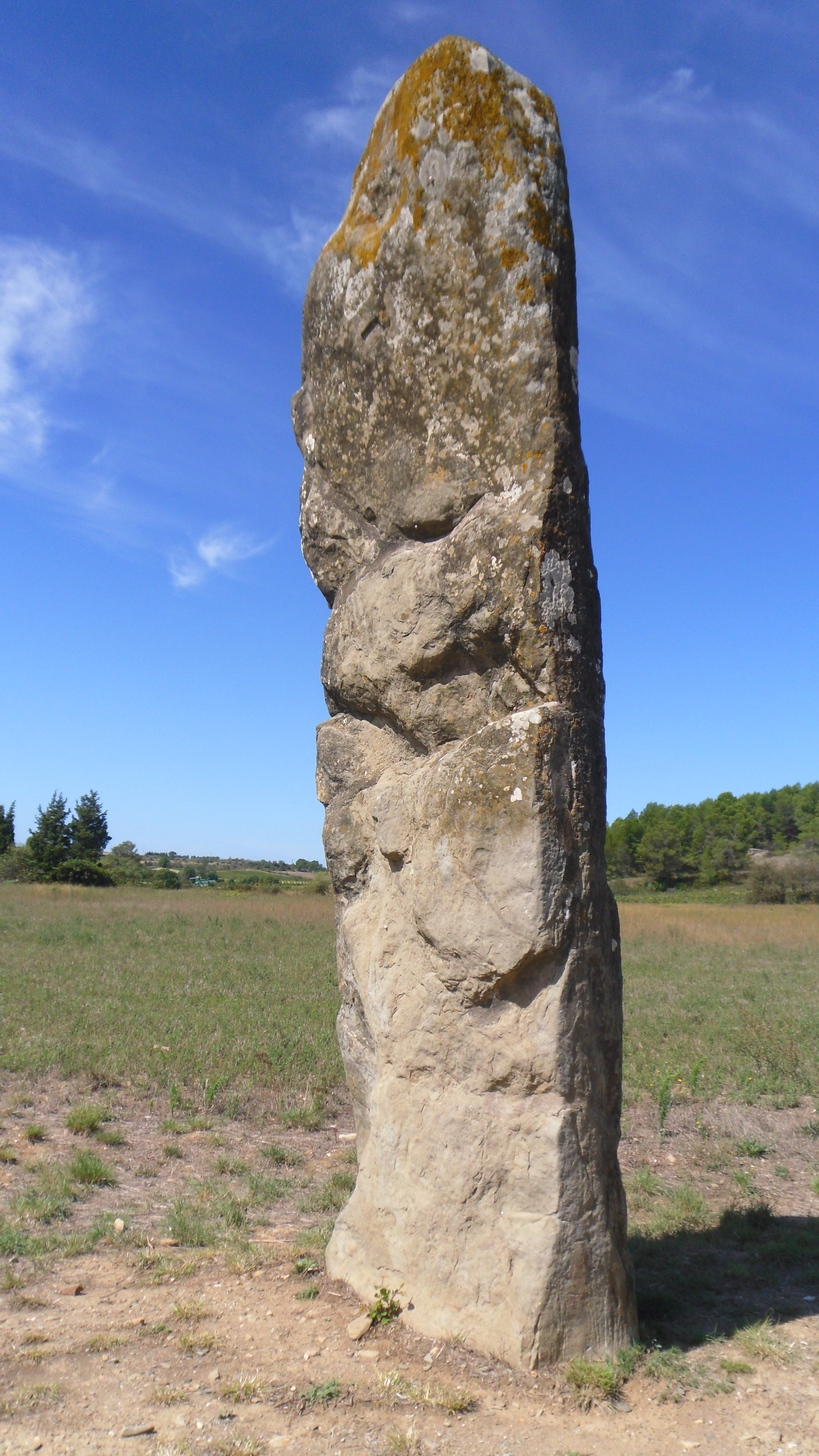
Менгир